# Phuphena cilix
Phuphena cilix är en fjärilsart som beskrevs av Druce 1898. Phuphena cilix ingår i släktet Phuphena och familjen nattflyn. Inga underarter finns listade i Catalogue of Life.